# Giro di Toscana/Pontedera 1933
Il Giro di Toscana/Pontedera 1933, prima storica edizione della corsa, si svolse dal 19 al 20 agosto 1933 su un percorso di 373 km, suddiviso su 2 tappe, con partenza e arrivo a Pontedera, in Toscana. Organizzato dall'Unione Ciclistica Pontedera e riservato ai ciclisti di II e III categoria (indipendenti e dilettanti), fu vinto dall'italiano Oscar Baronti, che completò il percorso in 12h34'59", precedendo i connazionali Orlando Teani e Rinaldo Gerini.

## Percorso
Il percorso della prima edizione del Giro di Toscana organizzato dall'U.C. Pontedera era suddiviso in due tappe. La prima tappa prese il via dal Polisportivo Marconcini di Pontedera, e transitò nell'ordine da Fornacette, Pisa, Viareggio, Quiesa, Lucca, Bagni di Lucca, La Lima e Prunetta (quota 958 m s.l.m.) per concludersi al Campo sportivo Pacini di Pistoia. La seconda tappa ebbe percorso opposto, da Pistoia a Pontedera, passando per Firenze, la Val di Pesa, il Mugello, il Chianti, San Miniato.

## Tappe
| Tappa  | Data      | Percorso            | km  | Vincitore di tappa | Leader cl. generale |
| ------ | --------- | ------------------- | --- | ------------------ | ------------------- |
| 1ª     | 19 agosto | Pontedera > Pistoia | 188 | Orlando Teani      | Orlando Teani       |
| 2ª     | 20 agosto | Pistoia > Pontedera | 185 | Faustino Tamperi   | Oscar Baronti       |
| Totale | Totale    | Totale              | 373 |                    |                     |

## Dettagli delle tappe

### 1ª tappa
- 19 agosto: Pontedera > Pistoia – 188 km

Risultati
| Pos. | Corridore      | Squadra      | Tempo    |
| ---- | -------------- | ------------ | -------- |
| 1    | Orlando Teani  | U.S. Massese | 6h07'05" |
| 2    | Oscar Baronti  | Mens Sana    | s.t.     |
| 3    | Rinaldo Gerini | 35ª L. MVSN  | s.t.     |

| Pos. | Corridore      | Squadra      | Tempo    |
| ---- | -------------- | ------------ | -------- |
| 1    | Orlando Teani  | U.S. Massese | 6h07'05" |
| 2    | Oscar Baronti  | Mens Sana    | s.t.     |
| 3    | Rinaldo Gerini | 35ª L. MVSN  | s.t.     |

### 2ª tappa
- 20 agosto: Pistoia > Pontedera – 185 km

Risultati
| Pos. | Corridore         | Squadra        | Tempo    |
| ---- | ----------------- | -------------- | -------- |
| 1    | Faustino Tamperi  | U.C. Pontedera | 6h27'54" |
| 2    | Cesare Del Cancia | U.C. Pontedera | s.t.     |
| 3    | Antonio Andretta  | V.C. Vicenza   | s.t.     |

| Pos. | Corridore      | Squadra      | Tempo     |
| ---- | -------------- | ------------ | --------- |
| 1    | Oscar Baronti  | Mens Sana    | 12h34'59" |
| 2    | Orlando Teani  | U.S. Massese | s.t.      |
| 3    | Rinaldo Gerini | 35ª L. MVSN  | s.t.      |

## Classifiche finali

### Classifica generale
| Pos. | Corridore         | Squadra        | Tempo     |
| ---- | ----------------- | -------------- | --------- |
| 1    | Oscar Baronti     | Mens Sana      | 12h34'59" |
| 2    | Orlando Teani     | U.S. Massese   | s.t.      |
| 3    | Rinaldo Gerini    | 35ª L. MVSN    | s.t.      |
| 4    | Romeo Rossi       | A.C. Pratese   | a 1'22"   |
| 5    | Adalino Mealli    | Pistoiese      | a 1'55"   |
| 6    | Blandisio Pieroni | Grossetana     | a 5'00"   |
| 7    | Pietro Mori       | S.S. Le Signe  | s.t.      |
| 8    | Edoardo Stretti   | 35ª L. MVSN    | s.t.      |
| 9    | Faustino Tamperi  | U.C. Pontedera | a 8'58"   |
| 10   | Andrea Minasso    | Dop. Nazzaro   | a 10'58"  |